# Hang động Ellora
Ellora (\e-ˈlȯr-ə\, tiếng Kannada: ಏಲಪುರ tiếng Marathi: वेरूळ Vērūḷa) là một địa điểm khảo cổ học nằm cách 29 km (18 mi) về phía tây bắc của thành phố Aurangabad, bang Maharashtra, Ấn Độ. Nó được xây dựng bởi các triều đại Rashtrakuta. Nó còn được gọi là Elapura trong văn học Kannada Rashtrakuta, Ellora nổi tiếng với quần thể hang động hoành tráng mang kiến trúc đá cắt Ấn Độ. Tại đây có 34 "hang động" là các cấu trúc đã được khai quật từ ngọn đồi Charanandri. Đây là các đền thờ, tu viện và Matha (học viện hoặc tu viện) được cắt gọt từ đá, đại diện cho kiến trúc Phật giáo, Ấn Độ giáo và Jaina giáo xây dựng từ giữa thế kỷ thứ 5-10. Trong số 34 hang động có 12 hang động kiến trúc Phật giáo (hang động từ 1-12), 17 kiến trúc Ấn Độ giáo (hang động 13-29) và 5 là Jaina giáo (hang động 30-34), đã chứng tỏ sự hòa hợp giữa các tôn giáo phổ biến trong giai đoạn này của lịch sử Ấn Độ. Nó là một tượng đài được bảo vệ theo Viện Nghiên cứu Khảo cổ Ấn Độ.

## Tên
Ellora cũng gọi là Verul hoặc Elura, và tên cổ của nó là Elapura.

## Lịch sử
Ngôi đền Kailasa nó được ủy quyền bởi một người cai trị vua Rashtrakuta.  Cấu trúc của nó thường được quy cho vua Rashtrakuta là Krishna I (r. 756-773 CE), dựa trên hai sử thi liên kết ngôi đền với "Krishnaraja" (IAST Kṛṣṇarāja):
- Bản khắc bằng đồng của Vadodara (khoảng 812-813 CE) của Karkaraja II (một người cai trị chi nhánh Rashtrakuta của Gujarat) ghi lại việc cấp một ngôi làng ở Gujarat ngày nay. Nó đề cập đến Krishnaraja là người bảo trợ của Kailasanatha, và cũng đề cập đến một ngôi đền Shiva ở Elapura (Ellora). Nó nói rằng nhà vua đã xây dựng một ngôi đền kỳ diệu đến nỗi ngay cả các vị thần và kiến trúc sư cũng phải kinh ngạc.  Hầu hết các học giả tin rằng đây là một tài liệu tham khảo về ngôi đền Kailasa Shiva tại Elora.Ngôi đền Kailasa thiếu một dòng chữ dành riêng, nhưng không có nghi ngờ gì về việc nó được ủy quyền bởi một người cai trị Rashtrakuta.
- Khoản tài trợ Kadaba của Govinda Mitchhutavarsha tương tự xuất hiện để tín dụng cho Krishnaraja với việc xây dựng ngôi đền.Ngôi đền Kailasa thiếu một dòng chữ dành riêng, nhưng không có nghi ngờ gì về việc nó được ủy quyền bởi một người cai trị Rashtrakuta.

Tuy nhiên, sự quy kết của đền thờ đối với Krishna I không hoàn toàn chắc chắn bởi vì những sử thi này không được kết nối vật lý với các hang động, và không hẹn hò với triều đại của Krishnaraja.  Hơn nữa, các khoản trợ cấp đất đai do những người kế vị của Krishna ban hành không chứa bất kỳ tài liệu tham khảo nào về ngôi đền Kailsa.
Đền Kailasa có việc sử dụng nhiều phong cách kiến trúc và điêu khắc riêng biệt. Điều này, kết hợp với kích thước tương đối lớn của nó, đã khiến một số học giả tin rằng việc xây dựng của nó kéo dài sự trị vì của nhiều vị vua.   Một số phù điêu của ngôi đền có phong cách giống như kiểu được sử dụng trong hang Dashavatara, nằm bên cạnh ngôi đền. Hang Dashavatara chứa một dòng chữ của người tiền nhiệm của Krishna và cháu trai Dantidurga (khoảng 735 Quay756 CE).  Dựa trên điều này, nhà sử học nghệ thuật Hermann Goetz (1952) đã đưa ra giả thuyết rằng việc xây dựng ngôi đền Kailasa bắt đầu từ thời Dantidurga. Krishna thánh hiến phiên bản hoàn chỉnh đầu tiên của nó, nhỏ hơn nhiều so với ngôi đền ngày nay.  Theo Gotez, vai trò của Dantidurga trong việc xây dựng ngôi đền phải bị đàn áp một cách có chủ ý, vì các con trai của Krishna đã ngồi ngoài để giành lấy ngai vàng sau khi chết.  Dựa trên phân tích các phong cách khác nhau, Goetz còn đưa ra giả thuyết rằng các nhà cai trị Rashtrakuta sau này cũng mở rộng ngôi đền. Những người cai trị này bao gồm Dhruva Dharavarsha, Govinda III, Amoghavarsha và Krishna III. Theo Goetz, nhà cai trị Paramara thế kỷ thứ 11, Bhoja, đã ủy thác cho chú sư tử voi ở dưới chân trong cuộc xâm chiếm Deccan và thêm một lớp tranh mới. Cuối cùng, Ahilyabai Holkar ủy thác lớp tranh cuối cùng trong đền.
MK Dhavalikar (1982) đã phân tích kiến trúc của ngôi đền, và kết luận rằng phần chính của ngôi đền đã được hoàn thành trong triều đại của Krishna I, mặc dù ông đã đồng ý với Goetz rằng một số phần khác của quần thể đền thờ có thể được xác định là của những người cai trị sau này. Theo Dhavalikar, các thành phần sau đây đã được hoàn thành bởi Krishna: đền chính, cửa ngõ của nó, nandi - mandapa, tầng dưới, frieze sư tử voi, voi triều đình và cột trụ chiến thắng.  Dhavalikar thừa nhận rằng tác phẩm điêu khắc quan trọng nhất của ngôi đền, mô tả Ravana rung chuyển ngọn núi Kailasa, dường như đã được xây dựng sau tòa nhà chính. Tác phẩm điêu khắc này được coi là một trong những tác phẩm nghệ thuật tốt nhất của Ấn Độ, và có thể ngôi đền được biết đến với cái tên Kailasa sau nó. Dhavalikar đưa ra giả thuyết rằng tác phẩm điêu khắc này đã được chạm khắc khoảng 3-4 thập kỷ sau khi hoàn thành ngôi đền chính, trên cơ sở giống với tác phẩm điêu khắc tandava trong hang động Lankeshvar.  H. Goetz đề ngày cứu trợ này dưới triều đại của Krishna III.  Giống như Goetz, Dhavalikar quy một số cấu trúc khác trong quần thể đền thờ cho những người cai trị sau này. Chúng bao gồm hang Lankeshvar và đền thờ các nữ thần sông (có thể được xây dựng dưới triều đại của Govinda III).  Dhavalikar đưa ra giả thuyết thêm rằng việc khai quật hang Dashavatara, bắt đầu từ thời Dantidurga, đã được hoàn thành dưới triều đại của Krishna I. Điều này giải thích sự tương đồng giữa các tác phẩm điêu khắc trong hai hang động.

## Hình ảnh

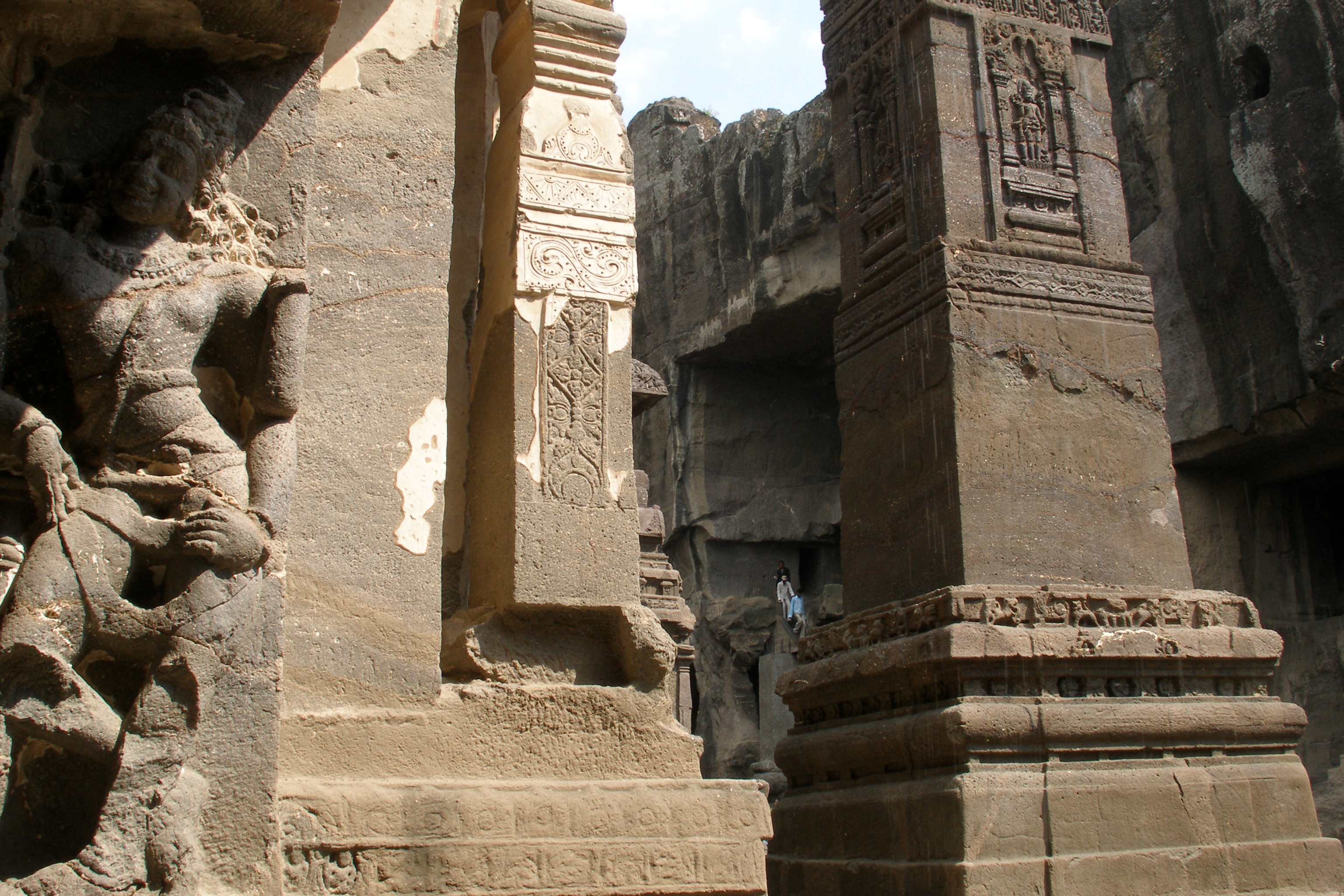
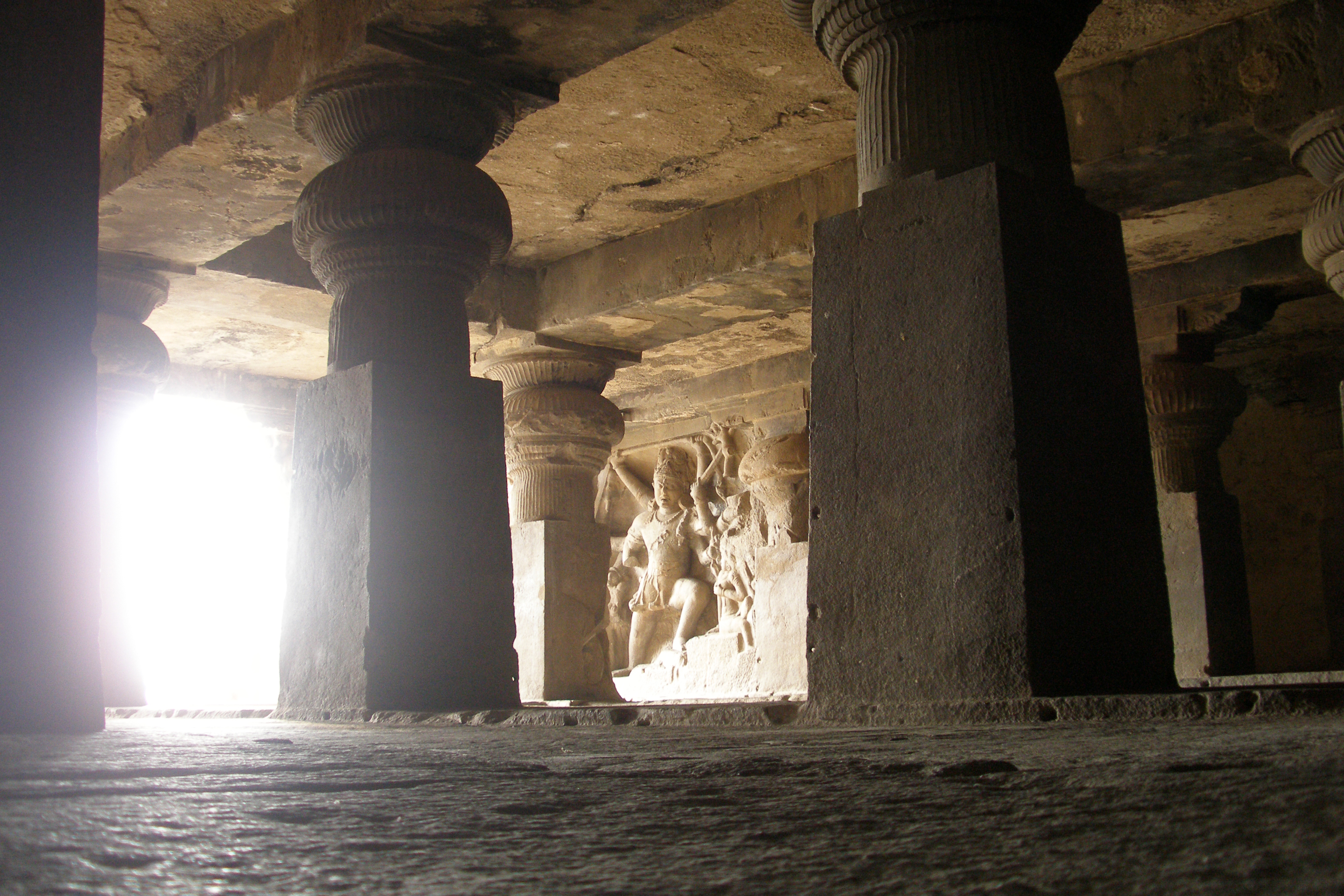
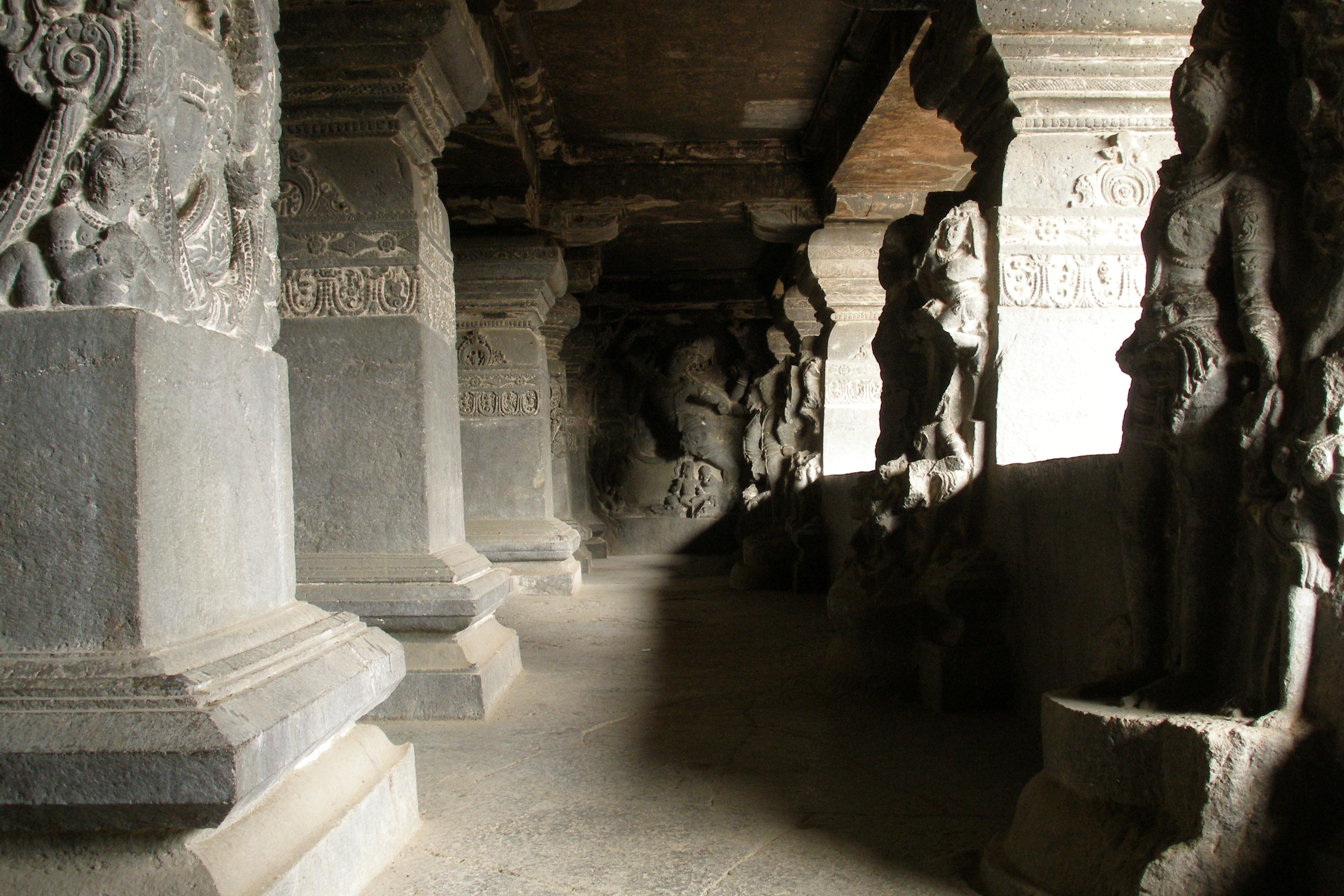
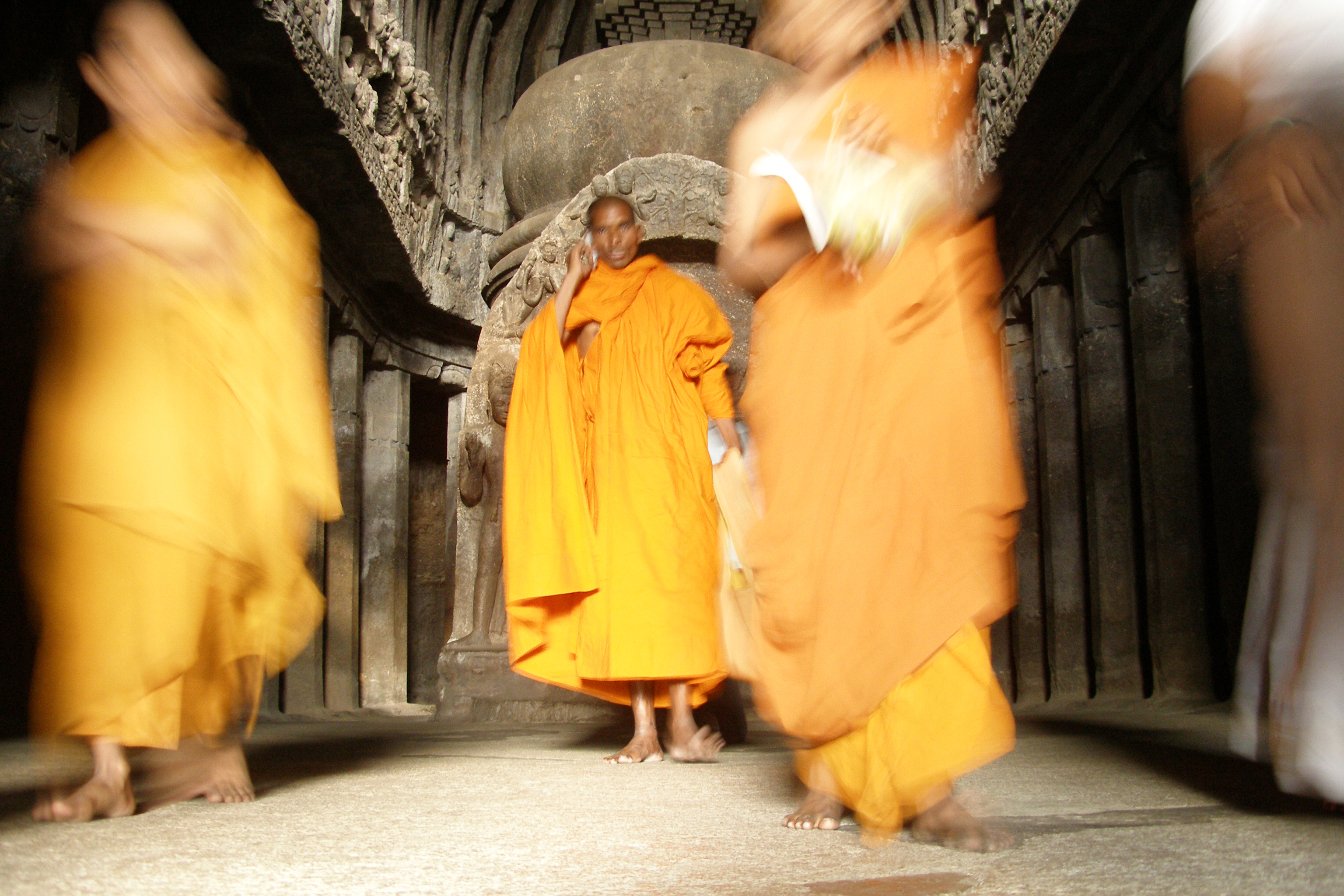
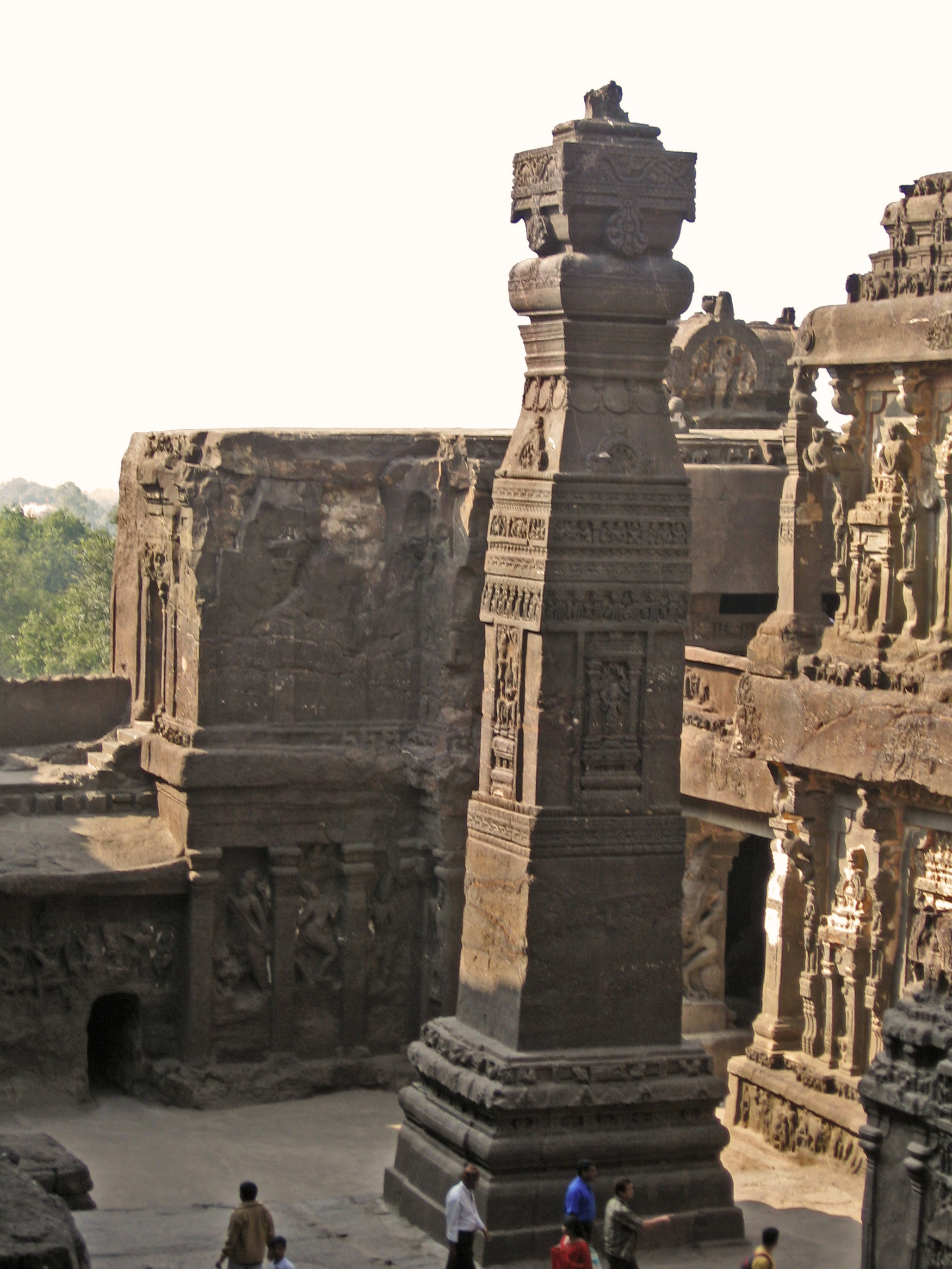
Chạm khắc đá trụ cột tại đền thờ Kailash
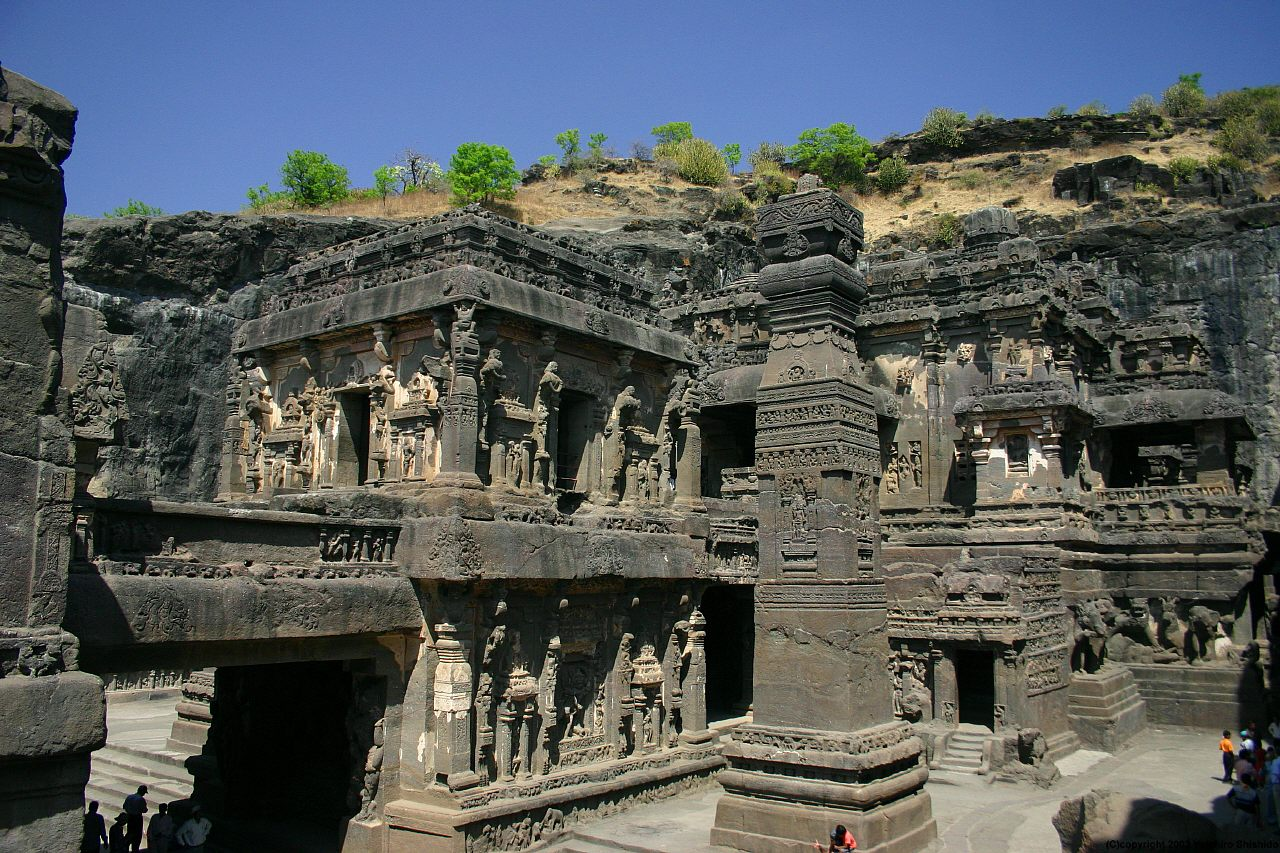
Một cây cầu đá nối Nandi Mandap đến ngôi đền trung tâm
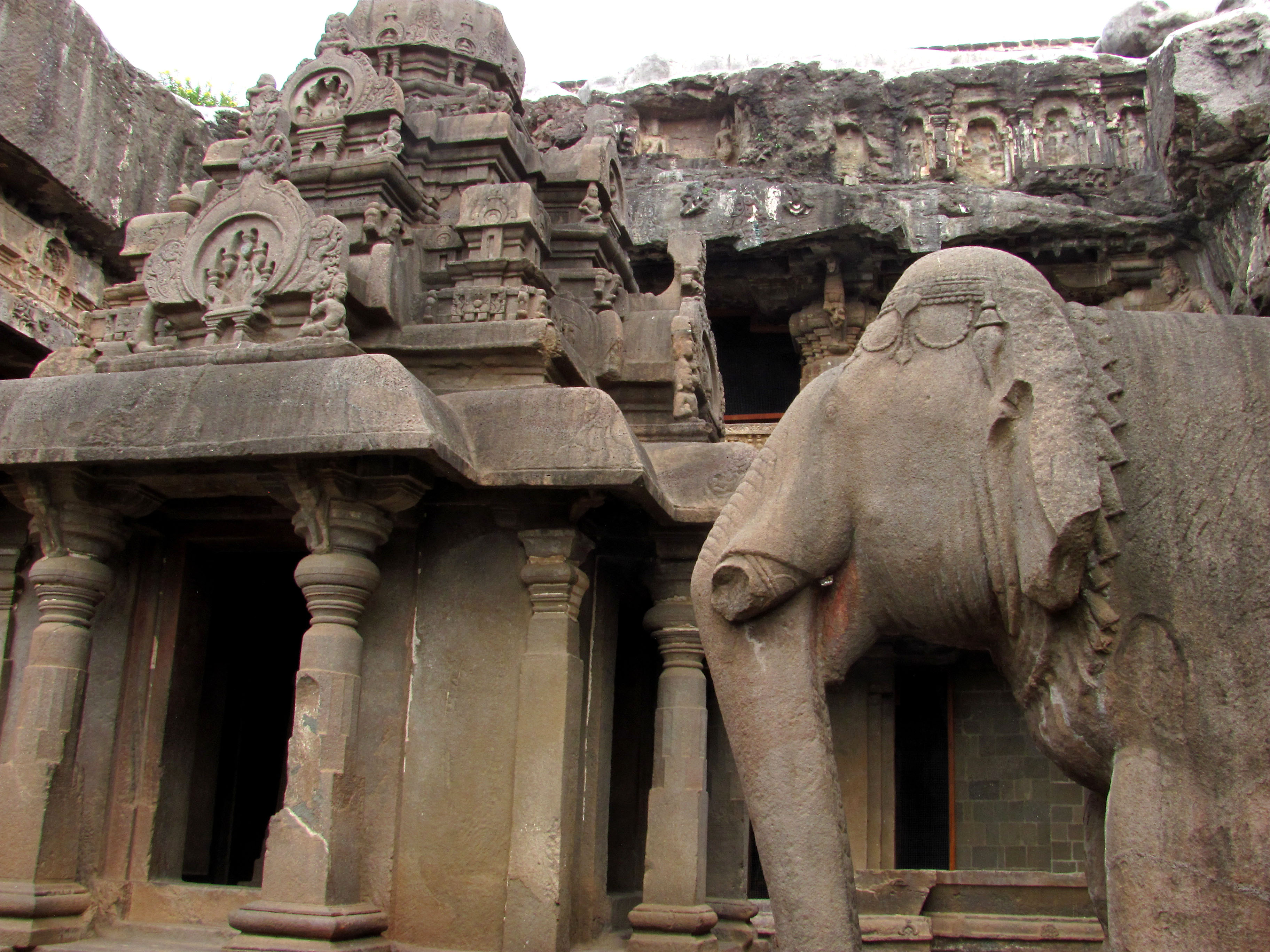
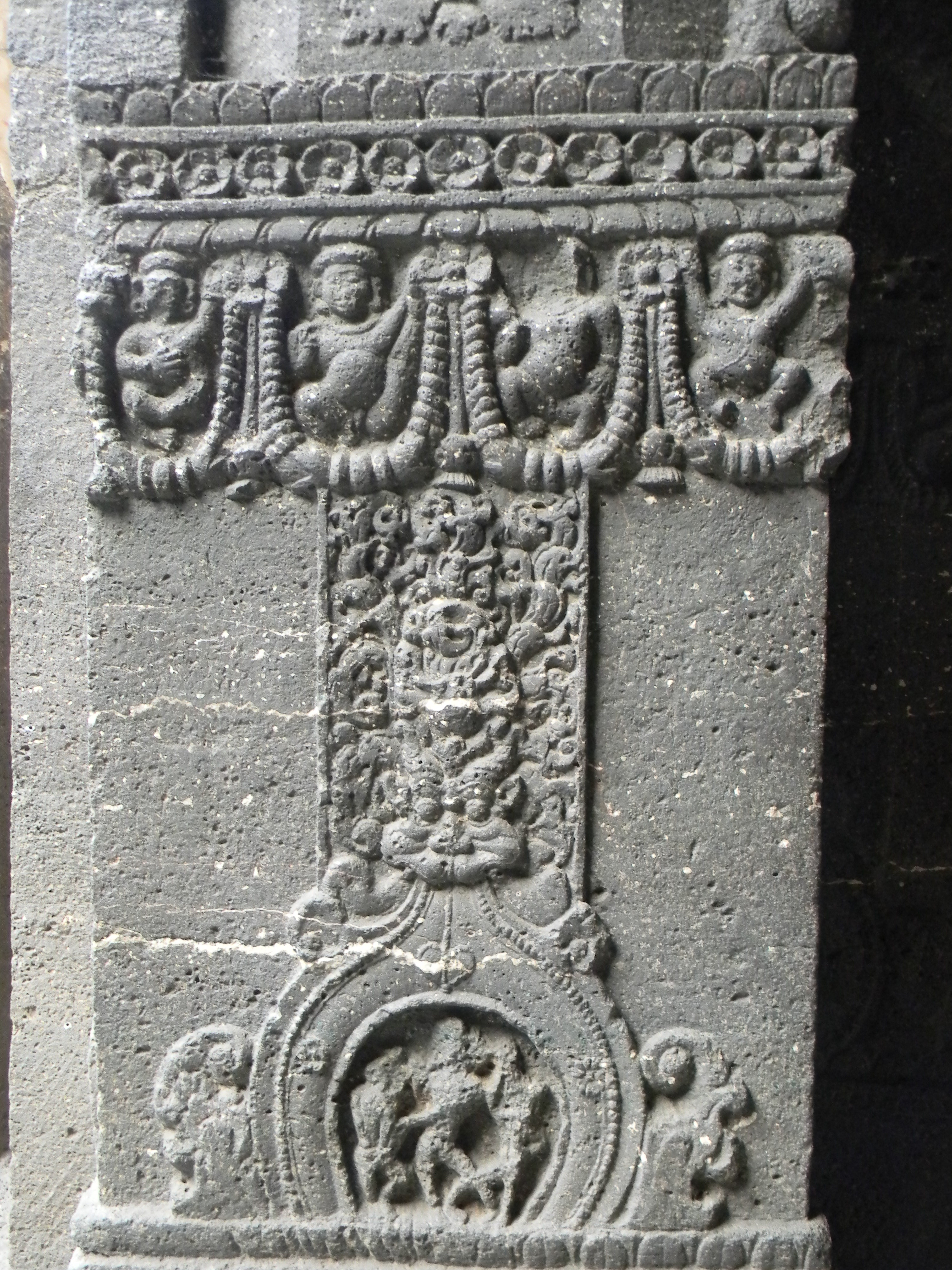
Khắc đá trên trụ Kailasa
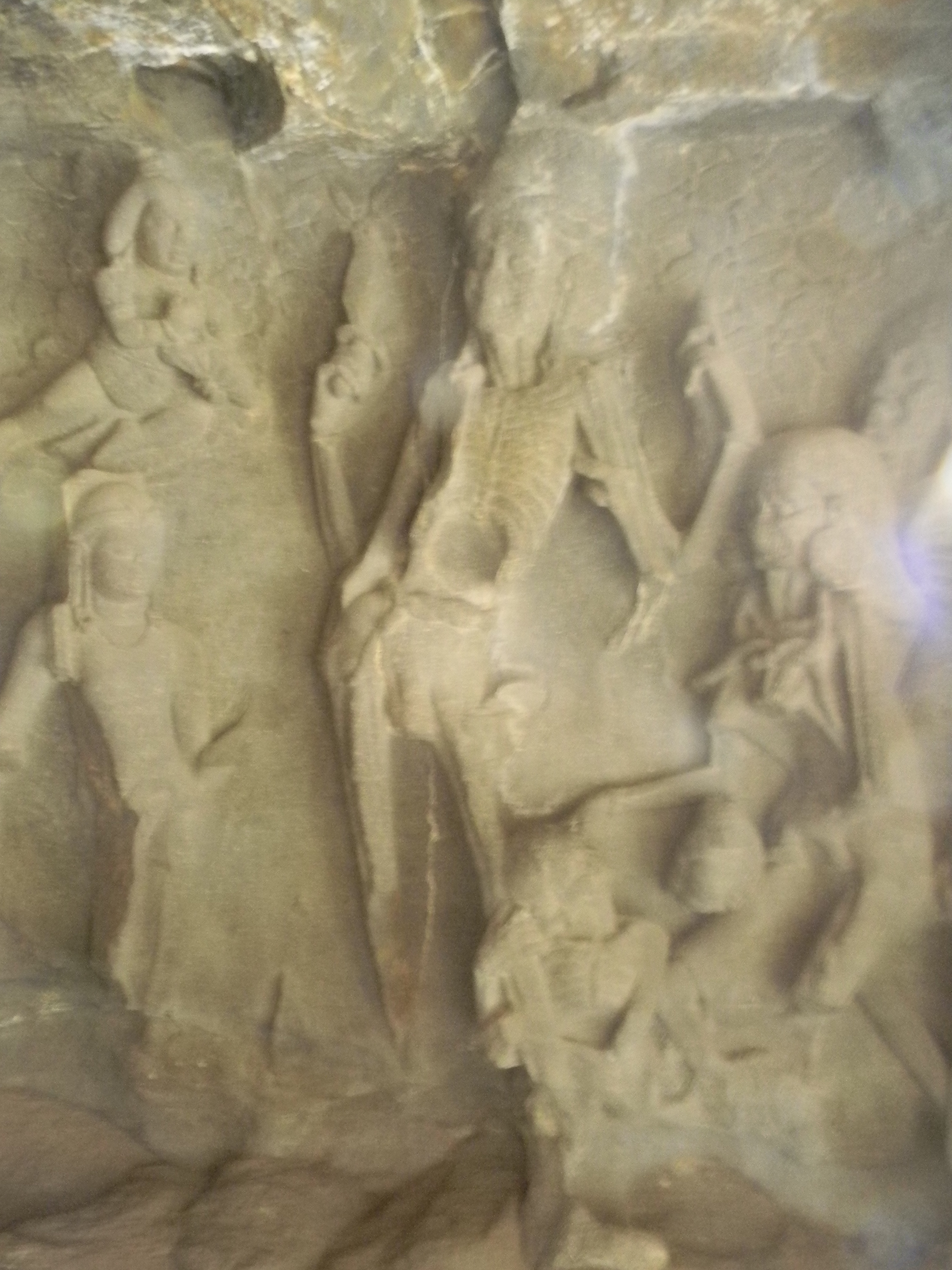
Khắc trong hang động Ellora
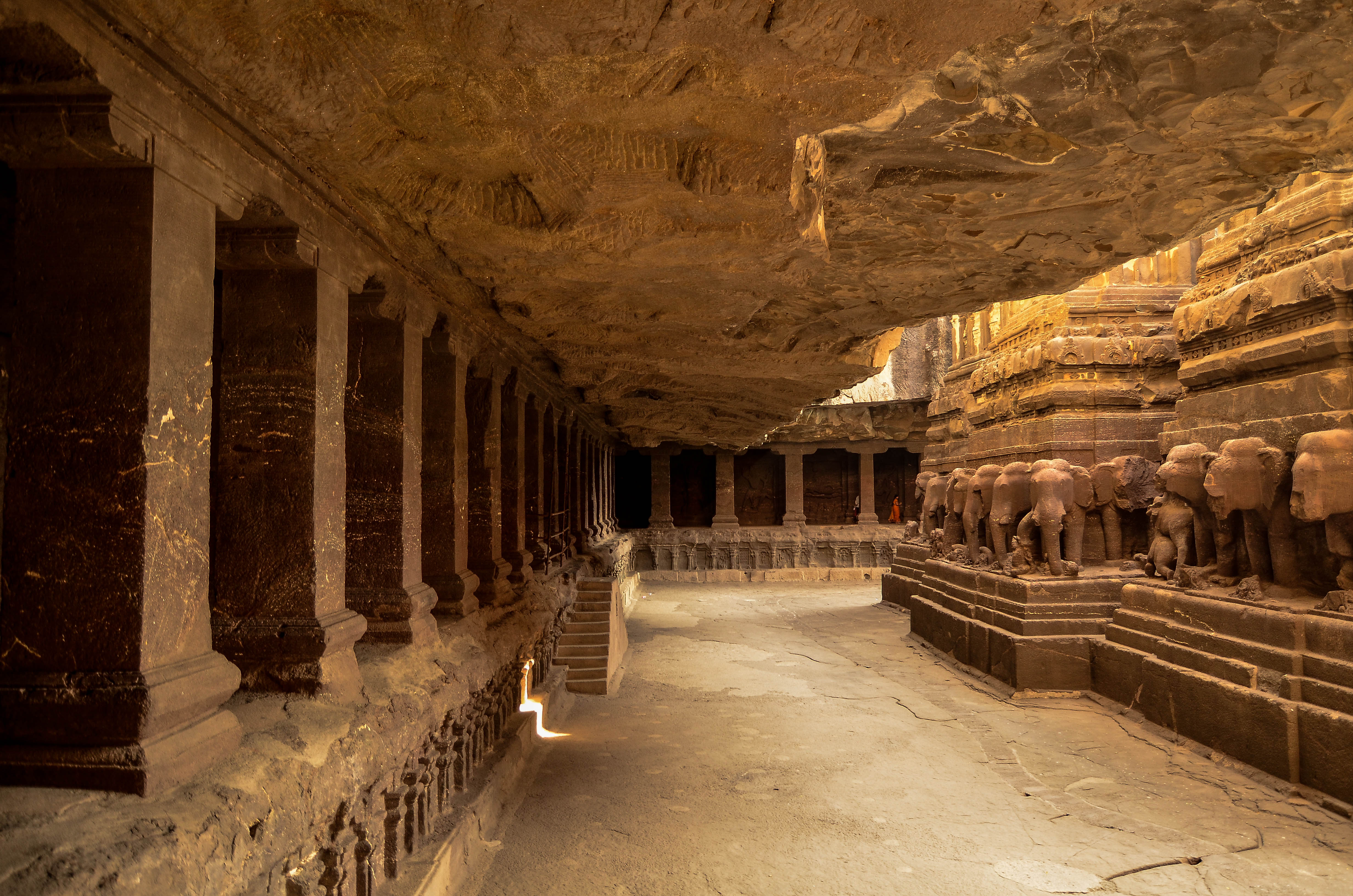
Hang 16
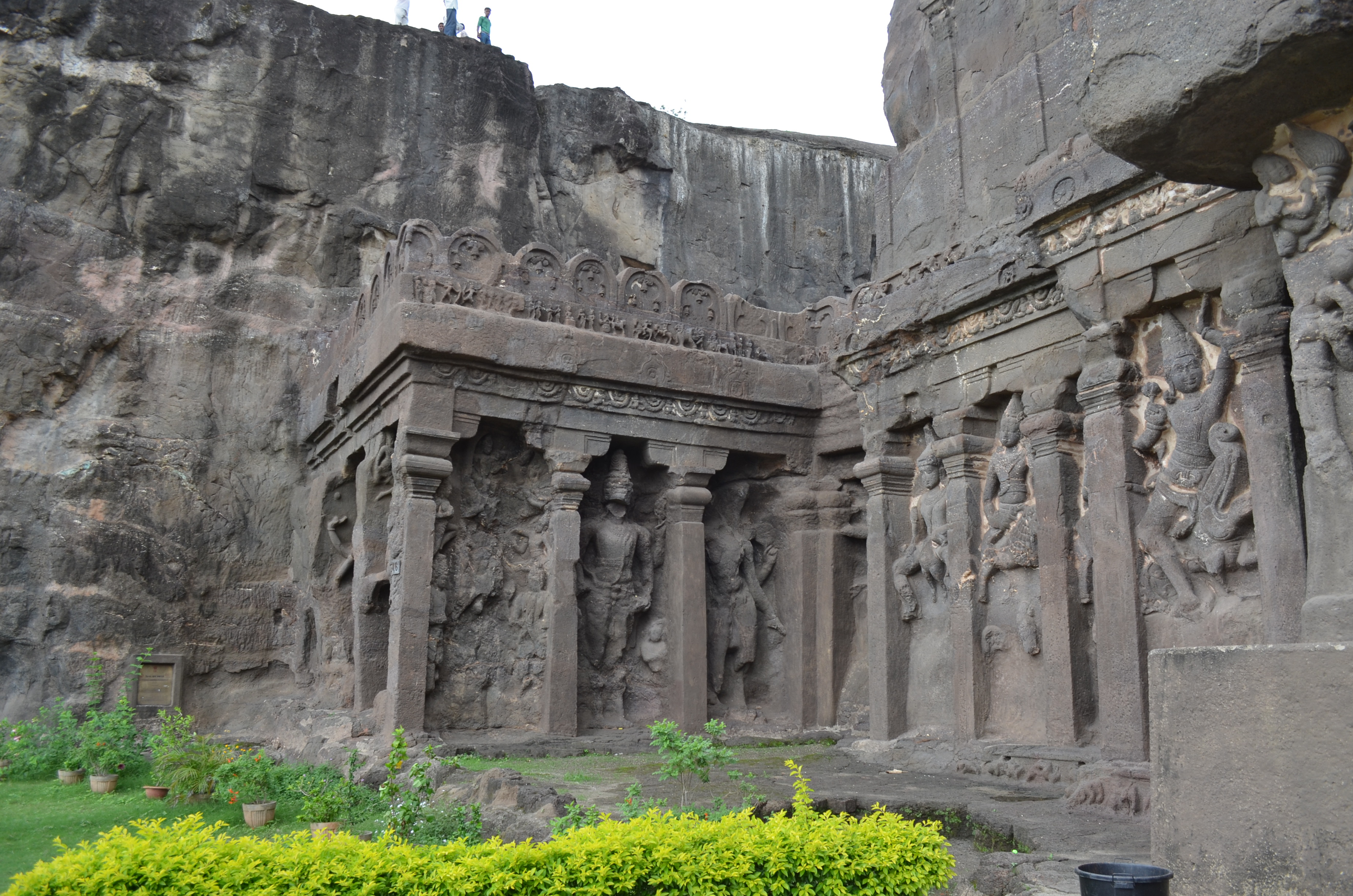
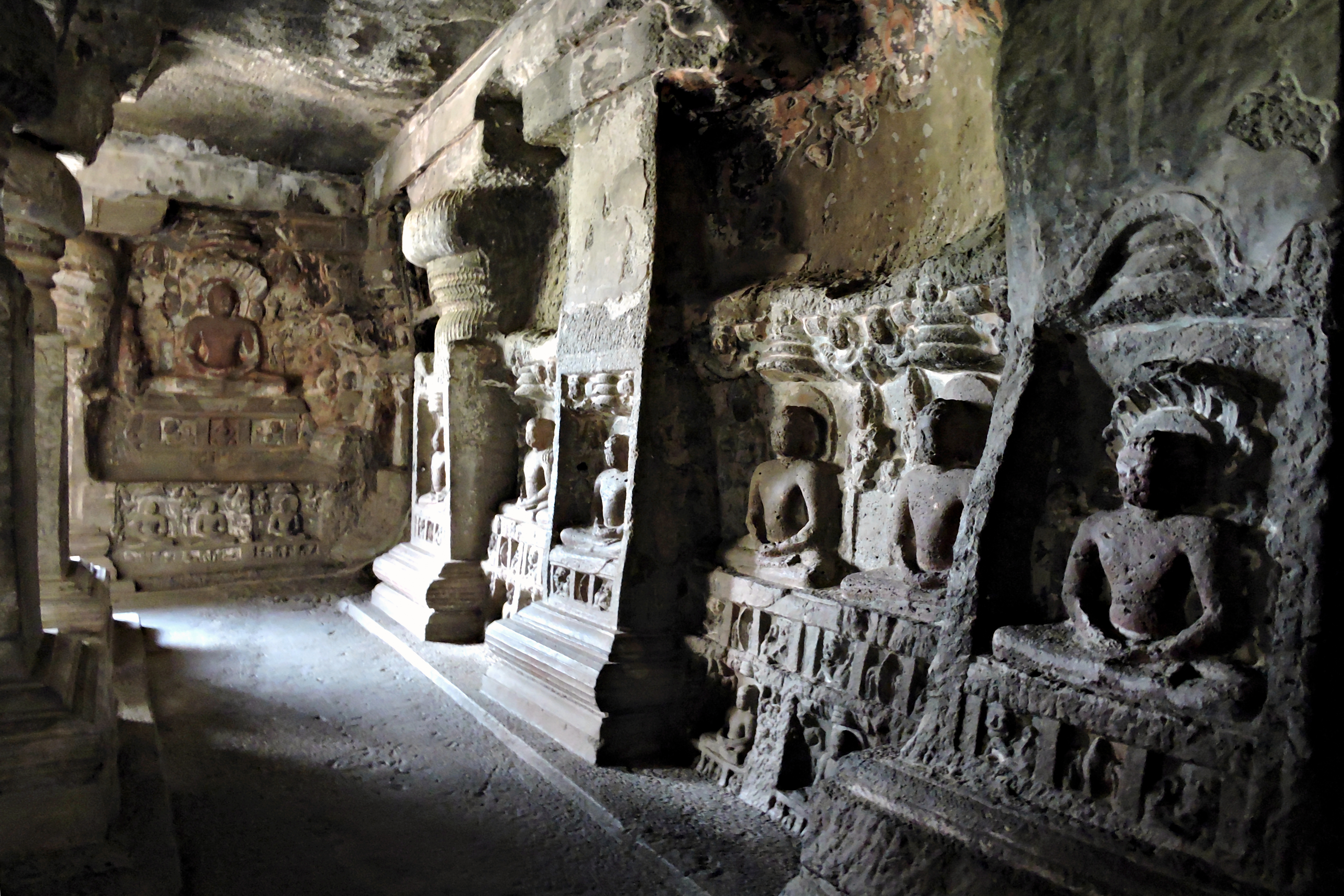
Lối vào hang 32 và 33
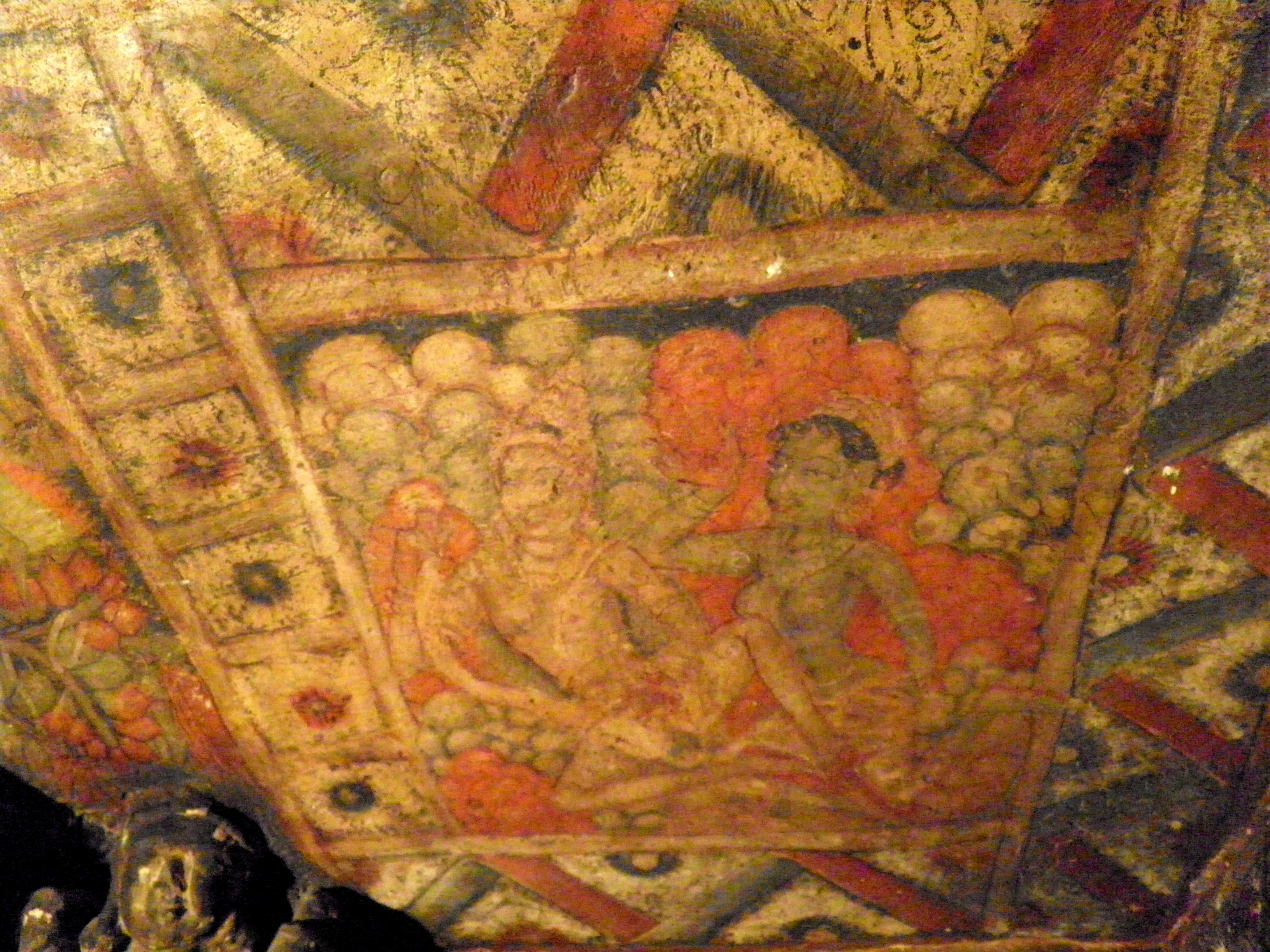
Hình vẽ trong hang 32
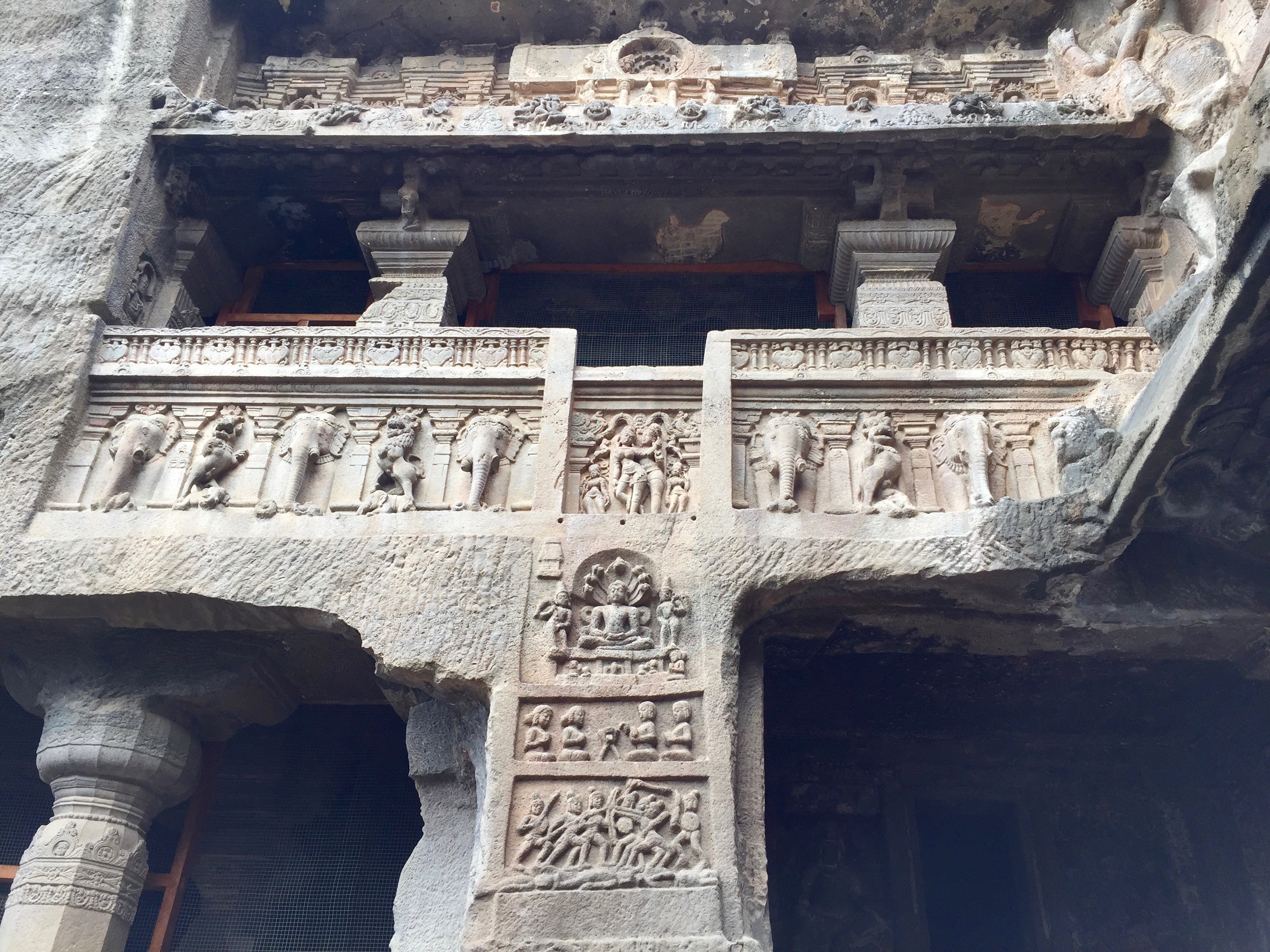
Phù điêu hang 32
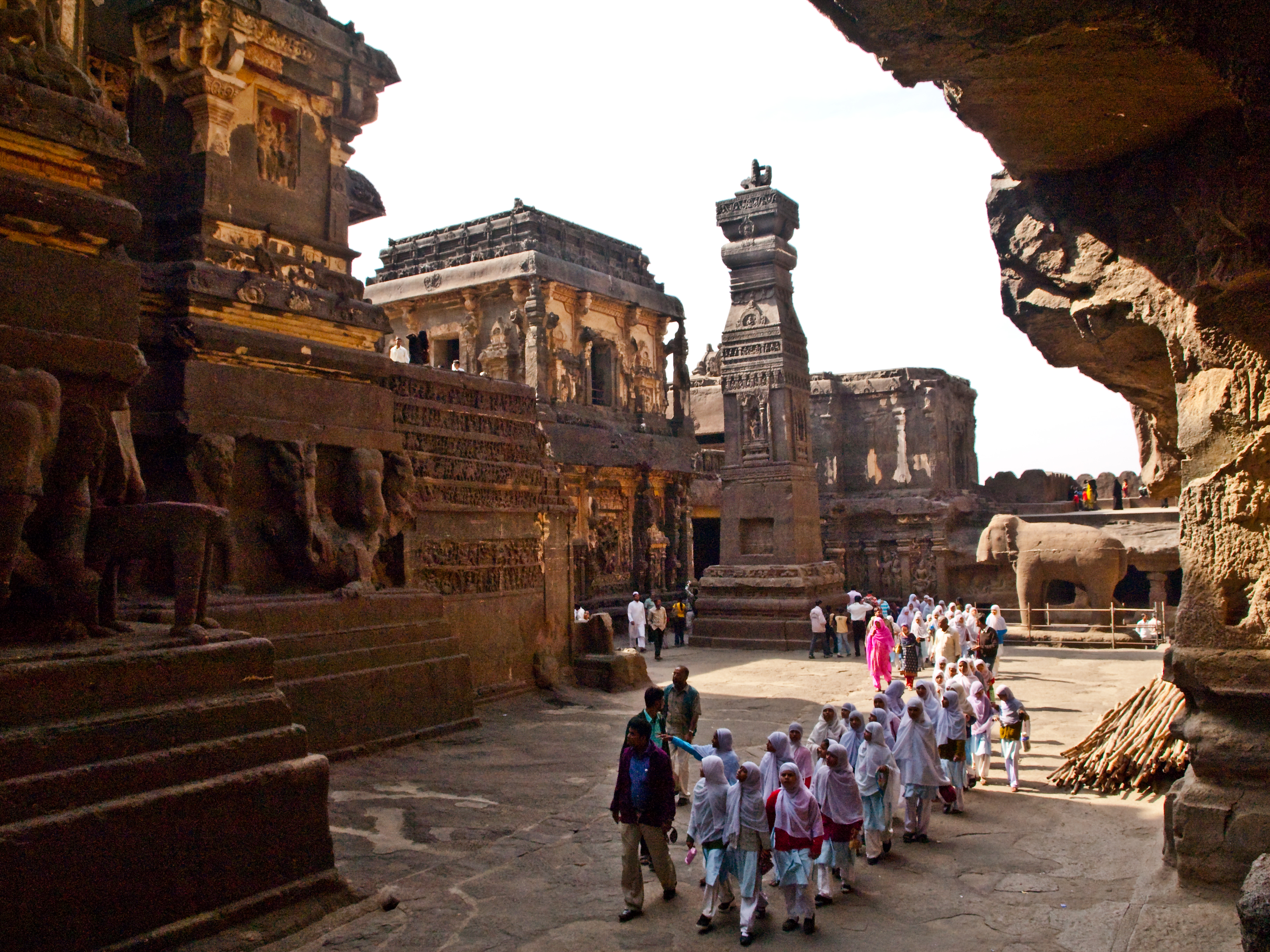
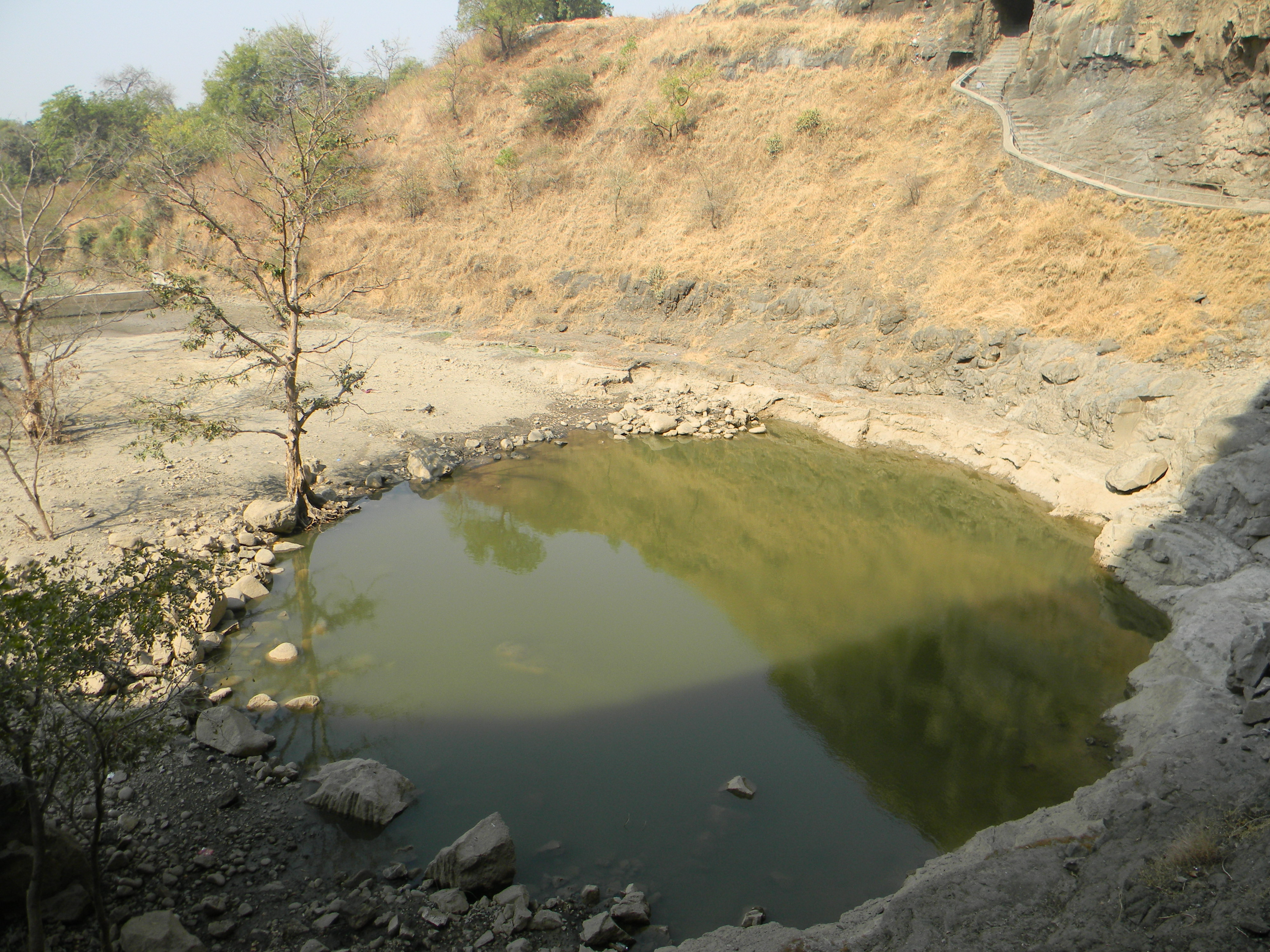
Sita ki Nahani
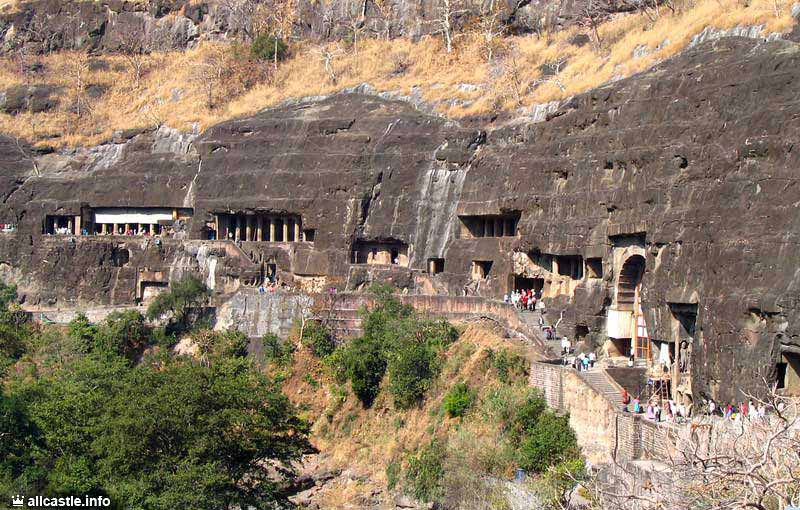
Cảnh quan của các hang Ellora
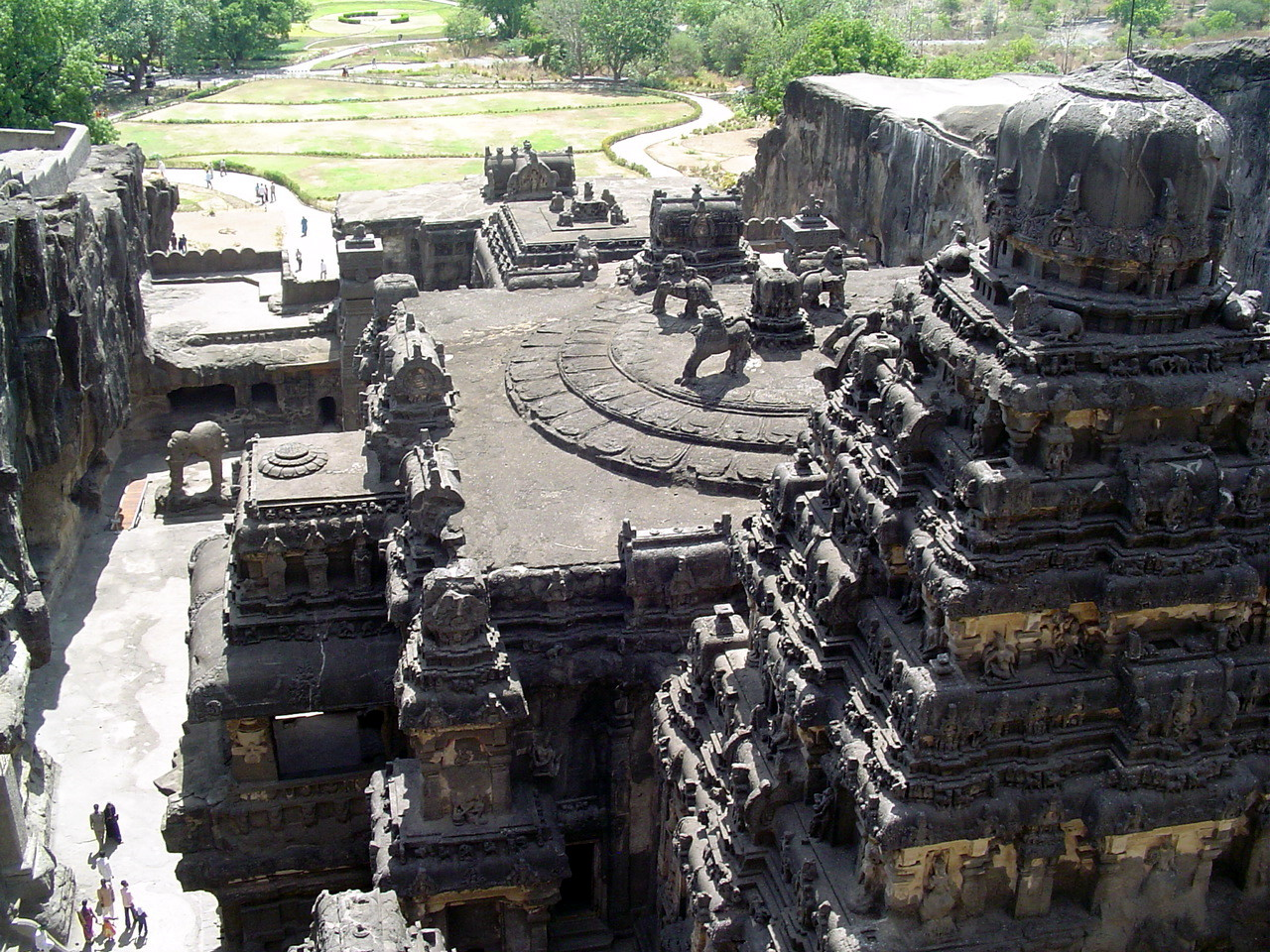
Đền Kailash